# Area 16 di Brodmann
L'area 16 di Brodmann  è una suddivisione della corteccia cerebrale dei cercopitechi definita sulla base della citoarchitettura. Si tratta di un'area corticale relativamente non differenziata che Brodmann considerava come parte dell'insula, a causa dei collegamenti del suo strato multiforme interno (VI) con il claustro (VICl). L'organizzazione laminare nella sua corteccia è quasi del tutto assente. Lo strato molecolare (I) è ampio come nell'area 15 di Brodmann-1905. Lo spazio tra strato I e strato VI è composto da un misto di cellule piramidali e cellule fusiformi con un numero poco significativo di cellule granulari. Le cellule piramidali si aggregano nella parte esterna a formare glomeruli simili a quelli presenti in alcune aree dell'olfatto primario (Brodmann-1905).
Questo termine a volte si riferisce a un'area nota come peripaleocosticale claustrale - una porzione dell'insula (agranulare), definita tramite la citoarchitettura, che si trova nell'estremo rostrale vicina al claustro e all'area prepiriforme (Stephan-76).